# Joachim Hoyer
Joachim Karl Wolfgang Hoyer (* 24. September 1919 in Chemnitz) ist ein deutscher Schauspieler, Regisseur und Schauspiellehrer.

## Leben
Hoyer besuchte die Staatliche Musikhochschule Leipzig sowie die Kirchenmusikschule in Halle und absolvierte von 1938 bis 1940 eine Schauspielausbildung an der Schauspielschule des Deutschen Theaters Berlin. 1945 erhielt er ein Bühnenengagement am Landestheater Altenburg, wo er bis 1947 blieb. Weitere Theaterstationen waren das Städtische Schauspielhaus Leipzig 1947/48, die Bühne der Jugend in Berlin 1948/49 sowie die Kammerspiele der deutschen Volksbühne Leipzig 1940/50, wo er auch als Regisseur tätig war.
Er spielte unter anderem den Henri in Arthur Schnitzlers grünem Kakadu und den Moe Axelrod in Clifford Odets’ Awake and Sing. 1950 nahm er eine Tätigkeit als Dialogregisseur und Sprecherzieher am Metropoltheater in Berlin auf. Mitte der 1960er-/Anfang der 1970er-Jahre inszenierte er zahlreiche Stücke am Friedrich-Wolf-Theater Neustrelitz.
Als Schauspieler in Film und Fernsehen war Hoyer indes ein seltener Gast. Er wirkte u. a. neben Armin Mueller-Stahl in einer Episode der Serie Das unsichtbare Visier  sowie unter der Regie von Horst Seemann in Suse, liebe Suse mit. Für die DEFA schrieb und inszenierte er mehrere Filme der Reihe Das Stacheltier mit bekannten Schauspielerinnen und Schauspielerin wie Gerd E. Schäfer, Carola Braunbock, Edgar Külow und Sabine Thalbach. Auch bei weiteren Produktionen wie der Komödie Nichterfasstes Zimmer zu vermieten mit Christel Bodenstein und Helga Hahnemann führte Hoyer Regie.
Überdies arbeitete er als Sprecher für Synchronisation und Hörspielproduktionen für den Sender Leipzig und den Berliner Rundfunk wie Madame Pompadour und Das siebte Kreuz 1951.

## Filmografie (Auswahl)

### Schauspieler
- 1963: Drei Kriege – 1. Teil: Tauroggen
- 1974: Der Leutnant vom Schwanenkietz (TV-Dreiteiler)
- 1975: Das unsichtbare Visier: Ein merkwürdiger Anschlag
- 1975: Suse, liebe Suse
- 1978: Brandstellen

### Autor und Regisseur
- 1963: Das Stacheltier: Was darfs denn sein
- 1963: Das Stacheltier: Träume sind Schäume
- 1964: Das Stacheltier: Haste Töne
- 1965: Nichterfasstes Zimmer zu vermieten

## Theater (Auswahl)

### Schauspieler
- 1950: Günther Weisenborn: Die Neuberin (Schönemann) – Regie: Wilhelm Gröhl/Günther Weisenborn (Deutsche Volksbühne Leipzig – Kammerspiele)
- 1959: Jean Kurt Forest: Der arme Konrad – Regie: Erich-Alexander Winds (Deutsche Staatsoper Berlin) UA

### Regisseur
- 1963: Rolf Schneider: Der Mann aus England
- 1964: Kurt Tucholsky, Bearbeitung: Horst Ulrich Wendler: Schloß Gripsholm
- 1965: Carlo Goldoni: Der Diener zweier Herren
- 1966: Paul Linke: Frau Luna
- 1967: Jean Paul Sartre: Die respektvolle Dirne
- 1967: Frederick Loewe, Alan Jay Lerner: My Fair Lady
- 1968: Ben Jonson: Volpone
- 1971: Franz von Suppè: Boccaccio

## Hörspiele
- 1955: Anna Seghers: Das siebte Kreuz – Regie: Hedda Zinner (Rundfunk der DDR)
- 1963: Hanna Emuth: Fummel und Bummel beim Weihnachtsmann (Hammer) – Regie: Fritz Göhler (Kinderhörspiel – Litera)
- 1970: Gerhard Jäckel: Die Kandidatin (Friseur) – Regie: Joachim Gürtner (Hörspiel: Neumann, zweimal klingeln Nr. 16 – Rundfunk der DDR)